# Hyrtanommatium terebrator
Hyrtanommatium terebrator är en stekelart som först beskrevs av Charles Thomas Brues 1924.  Hyrtanommatium terebrator ingår i släktet Hyrtanommatium och familjen bracksteklar. Inga underarter finns listade i Catalogue of Life.